# 成井紀郎
成井 紀郎（なるい としろう、1954年2月11日 - ）は、日本の漫画家。神奈川県出身。

## 人物・来歴
漫画家を志した頃に石森章太郎の『サイボーグ009』を読んで魅了され、石森に弟子入りを志願する。しかし、当時は石森のアシスタントの数が足りていたため石森プロに雑用係として入社する。同社時代はすがやみつる・細井雄二・土山よしきらのアシスタントを務めたほか、『仮面ライダー』『人造人間キカイダー』『変身忍者 嵐』など石森原作のテレビ番組の設定制作にも携わった。仮面ライダー1号・2号のキャッチフレーズである「技の1号・力の2号」は成井によるものである。
その後、石森のアシスタントに昇格するが、半年後に独立し、特撮テレビ番組『鉄人タイガーセブン』のコミカライズで、講談社の月刊『テレビマガジン』にてデビューした。
やがて『テレビマガジン』にて連載した『宇宙鉄人キョーダイン』、『ゴーゴー悟空』を通じて、パロディ漫画の先駆けとなるような作風を獲得。『アストロナイツ3☆3（スリースリー）』などの比較的正統派の児童漫画を執筆した後、同誌でスタジオぬえデザインによるタカラの玩具シリーズ「ダイアクロン」の雑誌展開漫画を手掛ける。また、『ゴーゴー悟空』の路線はのちに『コミックボンボン』が創刊された際、『ひみつ指令0059（ゼロゼロゴクウ）』に引き継がれる。

## 作品リスト
- 鉄人タイガーセブン（原作：うしおそうじ[注釈 2]、テレビマガジン1973年11月号 - 1974年2月号）
- 電人ザボーガー（原案：小池一雄[注釈 3]、テレビマガジン1974年5月号 - 8月号）
- 宇宙鉄人キョーダイン（原作：石森章太郎、テレビマガジン1976年3月号 - 1977年3月号、1976年8月号増刊、1977年1月号増刊）
- ゴーゴー悟空（テレビマガジン1977年5月号 - 12月号、1977年8月増刊号）
- アタック健坊（冒険王1977年7月号 - 10月号）
- アストロナイツ3☆3（原作：中野とおる、テレビマガジン1978年2月号 - 7月号）
- SF西遊記スタージンガー（原作：松本零士、たのしい幼稚園1978年5月号 - 1979年9月号）
- ダイアクロン（テレビマガジン1980年3月号 - 1982年2月号）
- ニュータイプ アインケンシュタイン（リュウ1981年7月号〈Vol.12〉 - 1982年3月号〈Vol.16〉）
- ひみつ指令0059（コミックボンボン1981年11月号〈創刊号〉  - 1983年6月号）
- ノー技ファミンライダー（テレビマガジン1986年9月号 - 1987年2月号）
- SDガンダム劇場（バンダイ発行、SDクラブ連載）

仮面ライダー（原作：石森章太郎）関係作品
- 仮面ライダーストロンガー（テレビマガジン1975年6月号 - 1976年1月号）
テレビ作品に準じたコミカライズ作品。石川森彦の後を受けて第3話より完結まで連載された。
- 七大巨獣をたおせ! 決死戦7人ライダー（構成 / 海堂肇、テレビマガジン1975年8月号増刊）
世界各国から集まった7人の仮面ライダーとタックルが、6体の巨大な怪物たち（ジャンボ=コング、自由の女神、青銅の巨人タウロス、トロイの木馬、巨鳥バド鳥、スフィンクス）と、さらにそれらが終結することで復活する伝説の魔人（大魔人）を相手に、阿蘇山の火口原で激戦を繰り広げる。
成井は各仮面ライダーを『サイボーグ009』のキャラクターになぞらえた（タックルを003に見立てた）としている。
- 7人ライダー 最後の大決戦!（テレビマガジン1976年1月号増刊）
月刊連載とは別バージョンでの『仮面ライダーストロンガー』最終回。ショッカー以来の歴代敵組織の秘密（首領の正体が宇宙から来た、今は滅びたタルタロス星人の王であることなど）が明らかになり、ラストでは（タルタロス星人と敵対の末、やはり滅びたエリュシオン星人の生き残りの科学者の手によって）仮面ライダーたちが普通の人間に戻ることで、シリーズを完結させている。
- 仮面ライダー 11戦記（テレビマガジン1989年12月号 - 1990年11月号）
それまでのコミカライズ作品とは繋がらず、『仮面ライダーBLACK RX』の後日談として11人の仮面ライダーを主役にした長編。歴代敵組織の復活や、過去の作品を意識した設定など、児童層にとどまらず仮面ライダーシリーズファンを対象とした演出が盛り込まれている。

テレビマガジンにて連載された『仮面ライダーストロンガー』と、『七大巨獣をたおせ! 決死戦7人ライダー』『7人ライダー 最後の大決戦!』の3作品は、後に発行された『決死戦7人ライダー』と、文庫版の『仮面ライダー 決死戦7人ライダー』に、『仮面ライダー 11戦記』は『仮面ライダー11戦記　時空英雄仮面ライダー　宇宙の11仮面ライダー銀河大戦』の各単行本に収録された。これらの複数の仮面ライダーが登場する成井作品では『サイボーグ009』にインスパイアされていたことから、変身後も変身前の名前で呼び合うのが習わしとなっている。

## 師匠
- 石森章太郎